# Сапіжинський цвинтар
48°55′00″ пн. ш. 24°43′00″ сх. д. / 48.916764° пн. ш. 24.7166° сх. д.
Сапіжинський цвинтар, або християський цвинтар на Сапіжинській чи Станиславівський некрополь — один із некрополів у місті Станиславові (нині — Івано-Франківськ). Майже повністю знищений у радянський час, нині на його території розташований Івано-Франківський меморіальний сквер. Збереглася невеличка кількість гробівців та окремих поховань.

## Відомості
Північна межа цвинтаря збігалася з межею нинішнього Меморіального скверу: огорожа некрополя — це двометровий цегляний мур. Тут був головний вхід (фактично в'їзд, із ворітьми, нині тут — три муровані декоративні арки) на кладовище з адміністративною та технічною будівлями. Біля входу була ритуальна каплиця, спільна для трьох обрядів — римо-, греко- та вірмено-католиків. Західною межею була огорожа й будівлі фабрики братів Ясінських «Край» (нині — завод «Промприлад»; у радянський час це підприємство забрало частину цвинтарної землі, пересунувши огорожу на кілька метрів). Вулицю А. Мельника проклали за незалежної України: її проїзна частина та обидва хідники (тротуари) — на місці поховань (також ділянка під торговельним рядом квіткового ринку). Зі сходу мур цвинтаря (без хвіртки, з проламаною дірою) проходив приблизно на місці теперішньої осьової лінії вулиці С. Бандери (за Польщі — вулиця Л. Желіговського, за совітів — В. Куйбишева), яка до реконструкції в 1970-х роках мала ширину 6 метрів. Західна частина кладовища була непрестижною через віддаленість від центрального входу та підмоклий ґрунт, а на східній, підвищеній, ховали заможніших мешканців міста, були дорогі пам'ятники. Колись за місце на цвинтарі платили за кожне десятиріччя.
До початку ХХ століття цвинтар був меншим і мав форму прямокутника, витягнутого по лінії північ-південь. Через приріст населення, епідемії, наявність у місті значного військового госпіталю (найстарішого в Європі) до існуючої території з заходу приєднали поля — так з'явилося «старе» й «нове» (на мапі міста з'явилося в 1904 році). Друга частина цвинтаря займала простір від сучасного південного входу з боку міського управління освіти (колишній дитячий садок) і житлової п'ятиповерхівки № 8а з боку вулиці С. Бандери до готелю «Надія». Поховання відбувалися рядами, заповнюючи поля, сектори й підсектори, що мали свої номери. Між полями поховань у напрямі схід-захід були доріжки, а всю територію перетинали спрямовані на південь алеї, доступні для проїзду транспорту, які не мали офіційних назв. Їх називали відповідно до визначних пам'ятників чи поховань — «Легіоністів», «Повстанців», «Гіллера», «Хованців», «Головна», «Каштанова», «Єзуїтів», «Вертха», «Волянських».
Під час Першої світової війни за південним муром на землях греко-католицької капітули заклали військовий цвинтар переважно російських солдатів (поховано до 800 осіб у 317-ти могилах). У часі впорядкування військових поховань Станиславова в 1924—1927 роках некрополь став головним військовим цвинтарем міста. Сюди переносили ексгумовані рештки вояків, було 665 могил полеглих у Першу світову, у тому числі турків.
У часи ЗУНР у Станиславові через брак місця на «новому» полі померлих вояків почали ховати на цвинтарній алеї у два ряди в напрямку північ-південь, потім — схід-захід. Там були поховані разом українці та поляки (199 осіб), з них 181 відомий (143 українці, 38 поляків, представників інших національностей) та 18 невідомих.
Могили вояків УГА та армії УНР (143 особи) доглядала місцева філія українського «Товариства охорони воєнних могил» (голова — професор Н. Даниш, скарбник — М. Лепкий) за активної участі пароха Ямниці[джерело?] о. Юстина Гірняка, довіреної особи Станиславівського єпископа Григорія Хомишина. На могилах за державні кошти поставили бетонні парапети та хрести висотою 1,3 м.
У 1920-х, під час упорядкування військових могил Першої світової війни згідно з Версальським мирним договором, яке проводило Станиславівське відділення військових поховань Львівської окружної дирекції громадських робіт під керівництвом інженера К. Ґачевського, громадські організації почали активно допомагати впорядковувати могили з польсько-української та польсько-більшовицької воєн. Поляки запропонували перенести з цвинтарної алеї всіх вояків до спільної центральної гробниці загиблих у польсько-українській війні, однак українці відмовилися від такої ідеї. Польський «Комітет з будівництва пам'ятника Легіоністам» (ІІ Залізної бригади) у ІІ кварталі 1926 р. домігся ексгумації решток легіоністів з трьох братських могил з семи. Їх перепоховали за воротами алеї міського цвинтаря, де зробили головний вхід з нього на військовий цвинтар. На їхній могилі в 1927 році поставили пам'ятник роботи відомого місцевого скульптора Мар'яна Антоняка (обеліск прикрашала кількаметрова скульптура легіоніста в повний зріст з гвинтівкою в руці), який під час Другої світової зруйнували нацисти, щоб зробити дорогу з міського цвинтаря на військове кладовище німецьких та угорських солдатів.
Від вулиці Сапіжинської до цвинтаря вела неширока вулиця Цвинтарна, попри колишню євангелистську («німецьку») кірху.
27 лютого 1980 р. Івано-Франківський міськвиконком ухвалив рішення на № 84 про зруйнування кладовища і перетворення його на Меморіальний сквер зі збереженими 26-ма могилами.
Після зруйнування некрополя інженерна група Івано-Франківського філіалу інституту «Укркомуншляхпроект» розробила проєкт його перепланування з реставрацією залишених могил, встановлення на них відповідних написів тощо, але цю частину проєкту не виконали.

## Поховані
- Лев Бачинський — український адвокат, громадсько-політичний діяч, комісар Станиславівського повіту ЗУНР, потім — віце-президент Національної Ради ЗУНР.
- Мелітон Бучинський — український фольклорист і культурно-громадський діяч.
- Маврицій Ґославський — польський поет, учасник листопадового повстання 1830 року.
- Йосифа Дзвонковська — друге кохання Івана Франка, якій він присвятив 10 віршів, два з яких — польською мовою.
- Євген Желехівський — професор та український мовознавець.
- Іван Мандичевський — адвокат, громадський діяч.
- Михайло Мочульський — літературознавець.
- Зиґмунт Мрочковський — лікар міського шпиталю, політичний та культурно-громадський діяч.
- Микола Сабат — український педагог, класичний філолог.
- Денис Січинський — композитор, диригент.
- Григорій Хмеленко — хорунжий Армії УНР.
- Іван Яхно — український учитель; могила збережена, біля зруйнованої каплиці, з дорогим пам'ятником[3].
- Кароль Свідзінський — польський поет, учасник Паризької комуни.

### Особи, чиї могили втрачені
- Миколай Болоз-Антоневич — польський поет.
- Зеновія Бурачинська (Навроцька) — українська фолькльористка, мати Осипа, Андрія та Тит-Євгена Бурачинських.
- Григорій Вегера — актор, заслужений артист УРСР.
- Іван Гордієвський — митрат УГКЦ, архипресвітер капітули, настоятель катедри у Станиславові.
- Осип Гробельний — український лікар та громадсько-культурний діяч, командир санітарного поїзда армії УГА під час українсько-польської війни 1918—1919 років.
- Владислав Дзвонковський — польський публіцист, учасник Січневого повстання 1863 року, батько Йосифи (Юзефи) Дзвонковської.
- Ігнацій Камінський — бурмістр.
- Григорій Кичун — професор і директор Станиславівської української гімназії.
- Григорій Онуферко — адвокат, підпрокурор[4]
- Ігнатій Полотнюк — диригент катедрального хору, укладач збірників церковних пісень.
- Осип Сорохтей — український художник.
- Антоній Фальковський, Ян Копистинський — офіцери наполеонівської армії.
- Андрій Шахнович — український педагог, громадський діяч[5]

### Перепоховані на інших цвинтарях
- Аґатон Гіллер — польський політик, письменник, історик, журналіст, один із керівників Січневого повстання 1863 року; його прах врятували, перепоховавши 1981 року у Варшаві.
- Володимир Янович — український лікар, один із засновників Українського лікарського товариства.
- Роман Яросевич (1862—1934) — український лікар, педагог, громадсько-політичний діяч, депутат австрійського парламенту та дипломат.

## Світлини

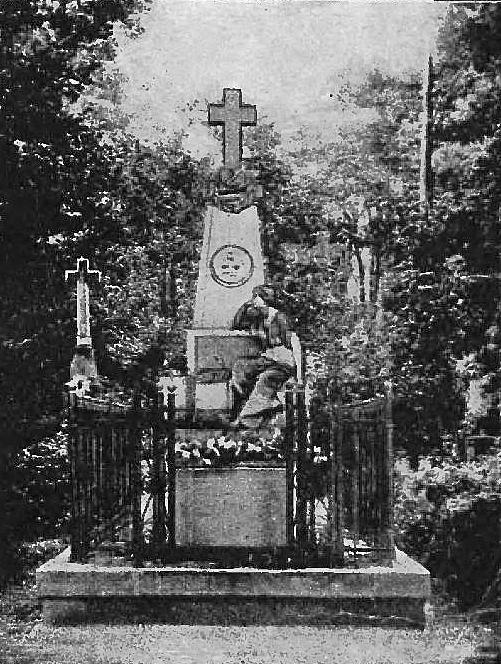
Надгробок А. Гіллера
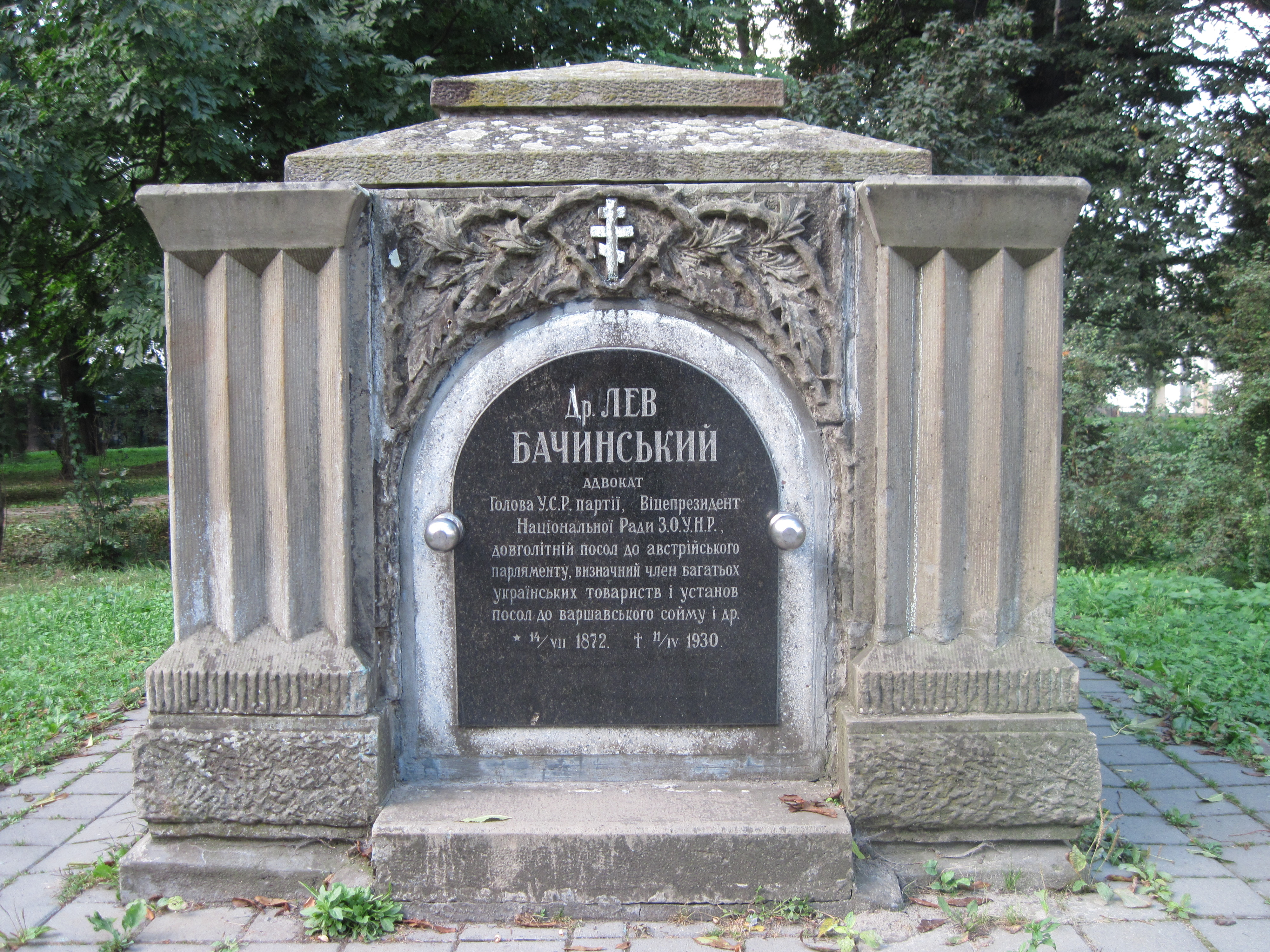
Надгробок Л. Бачинського, фасад
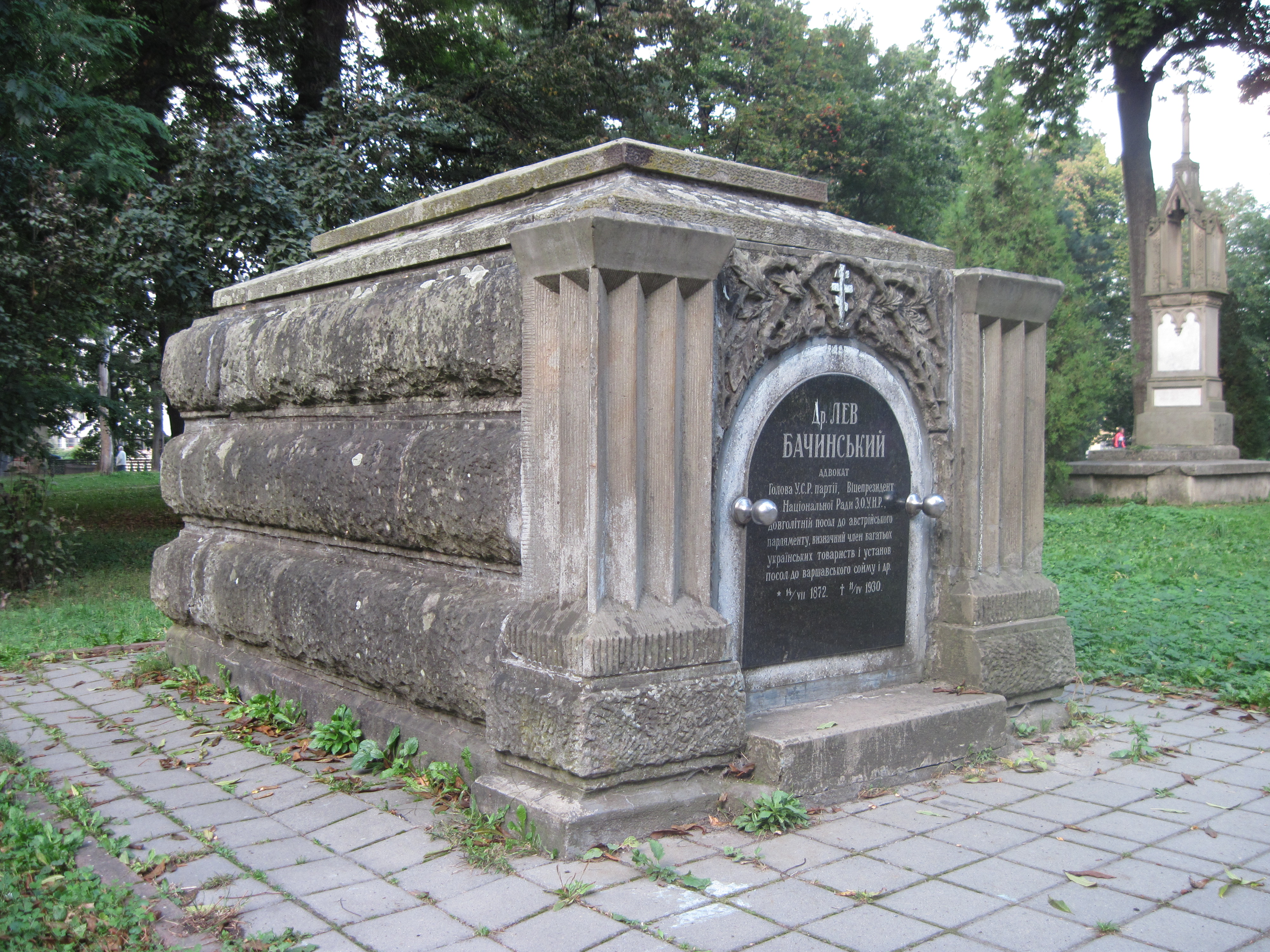
Надгробок Л. Бачинського, вигляд збоку
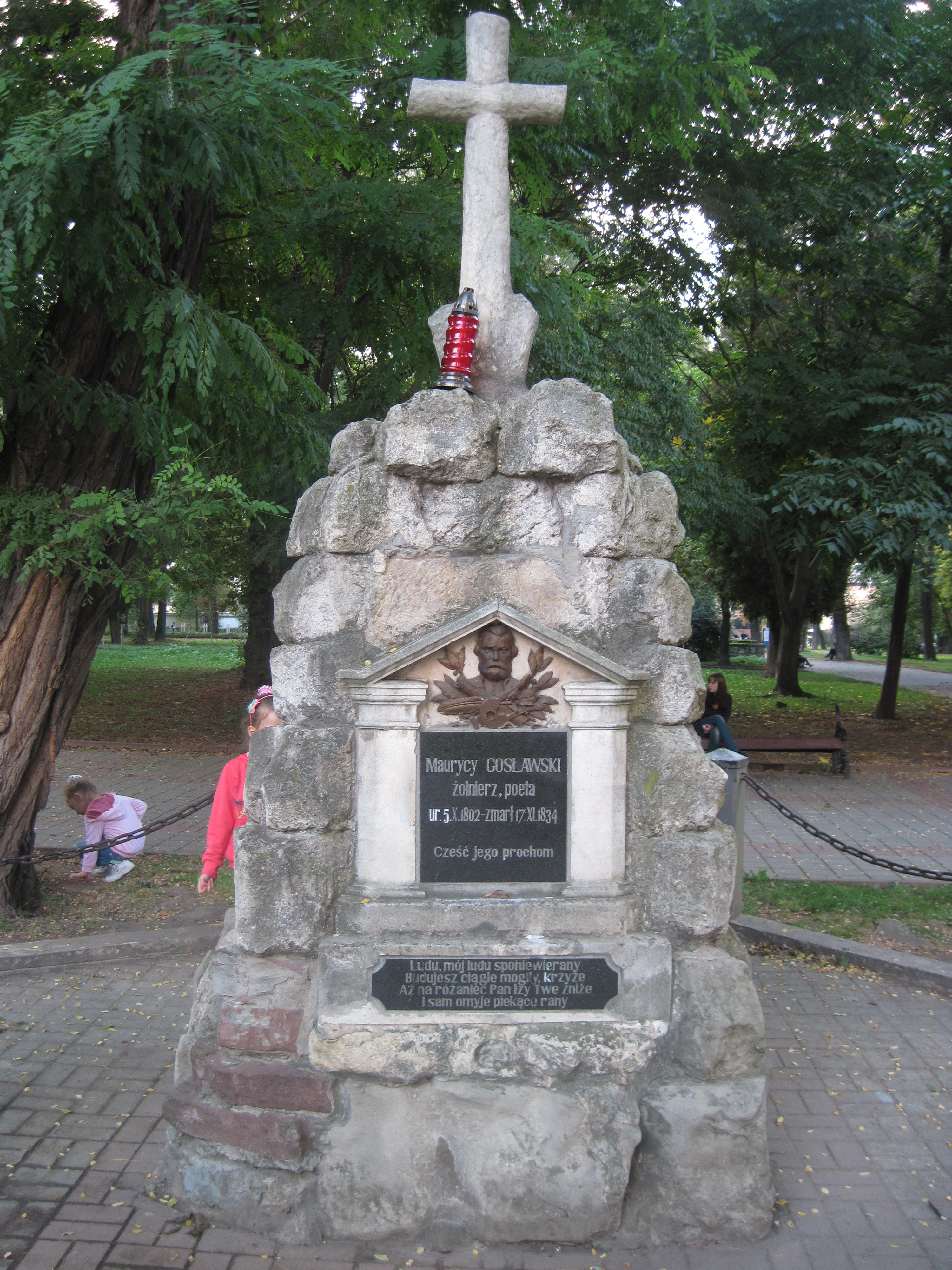
Надгробок Мавриція Ґославського
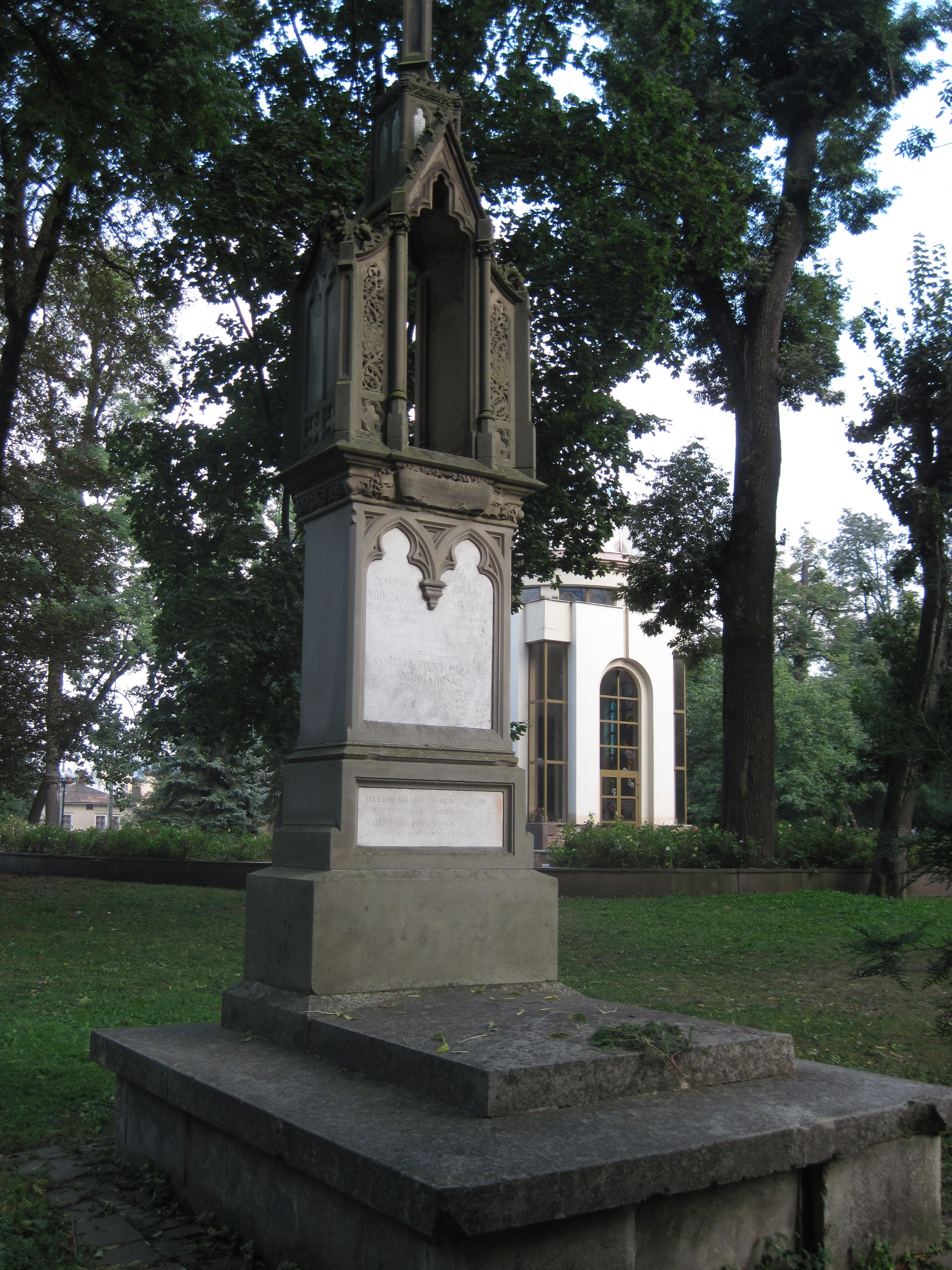
Надгробок Зиґмунта Мрочковського